# 任美琴
任美琴（1965年5月—），女，浙江省特级教师，第十一届全国人大代表。
现任临海市外国语学校副校长、回浦中学英语教研组组长。1985年畢業於台州師範專科學校英語系，2000年4月上海师范大学英语课程教学论研究生课程结业，2000.4至2001.7参加教育部首批国家级骨干教师培训。曾先后赴澳大利亚纽治学院、英国伦敦大学、美国夏威夷大学进修学习并结业；2007年9月至2008年7月华东师范大学高级访问学者。现为国际英语教师协会会员（IATEFL）、美国TESOL协会CEFLS评价组成员（中国共12名）、中国教育学会外语教学研究会会员、国家基础教育实验中心外语教育研究中心委员、浙江省外语教学研究会理事、浙江省中小学教师继续教育专家委员会英语学科组成员。台州市三届、四届政协委员，临海市十一届、十二届政协常委。2008年起担任全国人大代表。